# Piaggio Stella P.IX
O Piaggio P.IX, ou Piaggio Stella P.IX, foi um motor de aeronave radial italiano de nove cilindros produzido pela Rinaldo Piaggio S.p.A [en]. Baseado no Gnome-Rhône 9K, o motor tinha potência nominal de 600 hp (447 kW). A produção foi usada para impulsionar várias outras aeronaves desenvolvidas na Itália. Os principais usuários foram o transporte Savoia-Marchetti SM.81 e o IMAM Ro.37bis [en], a principal aeronave de reconhecimento da Regia Aeronautica durante a Segunda Guerra Ítalo-Etíope, a Guerra Civil Espanhola e a Segunda Guerra Mundial, mas o motor também foi usado por outros projetos, incluindo o protótipo Savoia-Marchetti SM.79.

## Projeto e desenvolvimento
Em 1925, a Piaggio adquiriu uma licença da Gnome et Rhône para seus motores derivados do Bristol Jupiter [en] e, em 1933, lançou uma versão desenvolvida, criada sob a direção do engenheiro Renzo Spolti. O motor tinha nove cilindros e, portanto, foi denominado P.IX. Ele fazia parte de uma série de motores radiais da Piaggio denominados Stella ou Star, todos baseados no mesmo projeto radial.
O motor tinha cilindros com barris de aço e cabeçotes de alumínio. Os pistões de liga de alumínio eram conectados a um virabrequim dividido por meio de bielas articuladas. As válvulas eram fechadas. Cada cilindro mantinha o mesmo diâmetro e curso do Gnome-Rhône 9K, 146 milímetros e 165 mm, respectivamente. No entanto, era mais potente e tinha potência nominal de 600 cavalos (447 kW) quando equipado com um supercompressor.
O motor foi usado para impulsionar aeronaves que serviram durante a Segunda Guerra Ítalo-Etíope, a Guerra Civil Espanhola e a Segunda Guerra Mundial, incluindo cento e quarenta Savoia-Marchetti SM.81s, um transporte da Regia Aeronautica e a maioria da produção da aeronave de reconhecimento IMAM Ro.37bis. A maioria foi aposentada em 1943.

## Variantes
P.IX R.
Normalmente aspirado e com engrenagem.
P.IX R.C.
Sobrealimentado e com engrenagens.
P.IX R.C.10
Superalimentado e com engrenagem, classificado a 1000 m.
P.IX R.C.40
Superalimentado e com engrenagem, classificado a 4000 m.

## Aplicações
- CANT Z.504[8]
- Protótipo de CANT Z.506 [en][9]
- Caproni Ca.131[10]
- Caproni Ca.132[7]
- Caproni Ca.301 [en][11]
- Caproni Ca.305[11]
- Caproni CH.1[12]
- IMAM Ro.37bis[6]
- Protótipo de IMAM Ro.43 [en][13]
- Piaggio P.10bis[14]
- Piaggio P.16[15]
- Savoia-Marchetti S.73 [en][16]
- Protótipo de Savoia-Marchetti SM.79[17]
- Savoia-Marchetti SM.81[5]

## Especificações (R.C.40)
Dados de Piaggio, 1939

### Características gerais
- Tipo: Motor radial de 9 cilindros, de uma carreira, resfriado a ar
- Furo: 146 mm
- Curso: 165 mm
- Deslocamento: 24,9 L
- Comprimento: 1.050 mm
- Diâmetro: 1.408 mm
- Peso seco: 430 kg

### Componentes
- Vávula: 2 x OHV por cilindro operadas por balancins e hastes de pressão
- Supercompressor: Compressor dinâmico
- Tipo de combustível: Gasolina de 87 octanas
- Sistema de resfriamento: Resfriado a ar

### Desempenho
- Potência de saída:
  - Decolagem: 610 hp (455 kW) a 2100 rpm
  - Cruzeiro: 600 hp (447 kW) a 2100 rpm a 4.000 m
- Taxa de compressão: 6,0:1

### Desenvolvimento relacionado
- Gnome-Rhône 9K

### Motores semelhantes
- Pratt & Whitney R-1340 Wasp

### Citações
1. 1 2  Angle 1939, p. 584.
2. 1 2 3  Gunston 1986, p. 125.
3. 1 2  Angle 1941, p. 143.
4. 1 2  S.A. Piaggio e.C. 1939.
5. 1 2  Passingham 1977, p. 182.
6. 1 2  Thompson 1963, p. 199.
7. 1 2  Abate & Alegi 1992, p. 245.
8. ↑  Thompson 1963, p. 55.
9. ↑  Thompson 1963, p. 62.
10. ↑  Abate & Alegi 1992, p. 244.
11. 1 2  «AP.1». Airwar (em russo). Consultado em 3 de março de 2020
12. ↑  Green & Swanborough 1994, p. 108.
13. ↑  Fitzsimmons 1971, p. 2217.
14. ↑  Thompson 1963, p. 222.
15. ↑  Thompson 1963, p. 220.
16. ↑  Thompson 1963, p. 258.
17. ↑  Thompson 1963, p. 260.